# 大槻啓之
大槻 啓之（おおつき ひろゆき、1956年6月28日 - ）は、日本の作曲家・編曲家・ギタリスト。

## 来歴

### デビューからサポート転身まで
1979年、とし太郎（後のToshitaro）&リバーサイドのギタリストとしてシングル「テレフォン・コール」、アルバム『RIVERSIDE』でアルファレコードからデビュー。解散後、後藤次利バンドへの参加を機に、編曲家、ギタリストとしてツアーサポートを開始。
1985年、浜田麻里の音楽プロデューサー・作曲家・バックギタリストとして楽曲提供活動を本格化。浜田楽曲提供代表作に「Heart and Soul」「Return to Myself 〜しない、しない、ナツ。」等がありアルバム収録楽曲も多く手掛けている。
楽曲提供は浜田の他、宇都宮隆、観月ありさなど。サウンドトラックも手掛ける（詳細後述）。
1988年、浜田のバックバンドで共に活動経験のある松本孝弘が稲葉浩志と結成したB’zの1stアルバムに「孤独にDance in vain」を楽曲提供する。 

### 自身の活動
2000年より、再び精力的に自身のバンド活動を行う。ジェフ・ベックとレッド・ツェッペリンのトリビュートバンド「BEPP」、オリジナルバンド「Dazy’s」など複数のバンドでライブや制作を行う。2011年10月、自身初のソロ・アルバム『play it loud...!』を発表。同アルバムはYOUNG GUITAR2022年5月号掲載の記事「ギターインスト"50の国産力"」の一枚に選出。前作から10年半ぶりとなる2022年4月、自身の2ndソロ・アルバム『re:play』を発表。伊藤広規と全国ツアーを敢行。

## 主な参加作品
浜田麻里
- 『MISTY LADY』『PROMISE IN THE HISTORY』『IN THE PRECIOUS AGE』
- 『LOVE NEVER TURNS AGAINST』『Heart and Soul』『Return To Myself』『Sincerely』
- 『COLORS』『TOMORROW』『Anti-Heroine』『Persona』『Philosophia』『Blanche』
- 『marigold』『INCLINATION II』『Sense Of Self』『Sincerely II』『elan』『Sur lie』
- 『Reflection』『Aestetica』『INCLINATION III』『Mission』『Gracia』

B’z
- 『B’z』

宇都宮隆
- 「見えない灼熱」『Fragile』「Remedy」『TEN to TEN』

柳ジョージ
- 『BURNING』「HURRY UP, BABY!」』『SUNSET HILLS』

観月ありさ
- 「風も空もきっと…」

郷ひろみ
- 『THE GREATEST HITS OF HIROMI GO VOL.III』収録
  - 「2億4千万の瞳〜エキゾチックジャパン(’96 version)」

桑名正博
- 『IT'S ONLY LOVE』

頭脳警察
- 『頭脳警察7』

ZERO
- 「ゼロから歩き出そう」『Horizon』

貴島サリオ
- 「静かなSoldier」「一番星が輝くように」

松本英子
- 『From The First Touch』『Seasons』

森下由実子
- 『KICK OFF』「SOMEBODY TO BELIEVE」

Naja
- 「青い林檎」

影山ヒロノブ
- 『Cold Rain』

矢尾一樹
- 『EVERYTHING MUST CHANGE』

泉洋次
- 「光と影のバラード」関西テレビ・フジテレビ系『服部半蔵 影の軍団II』エンディング

テレビアニメ
- 『パンダーゼット』オリジナルサウンドトラック　VOL.1・ Vol.2